# Fucile a canna liscia

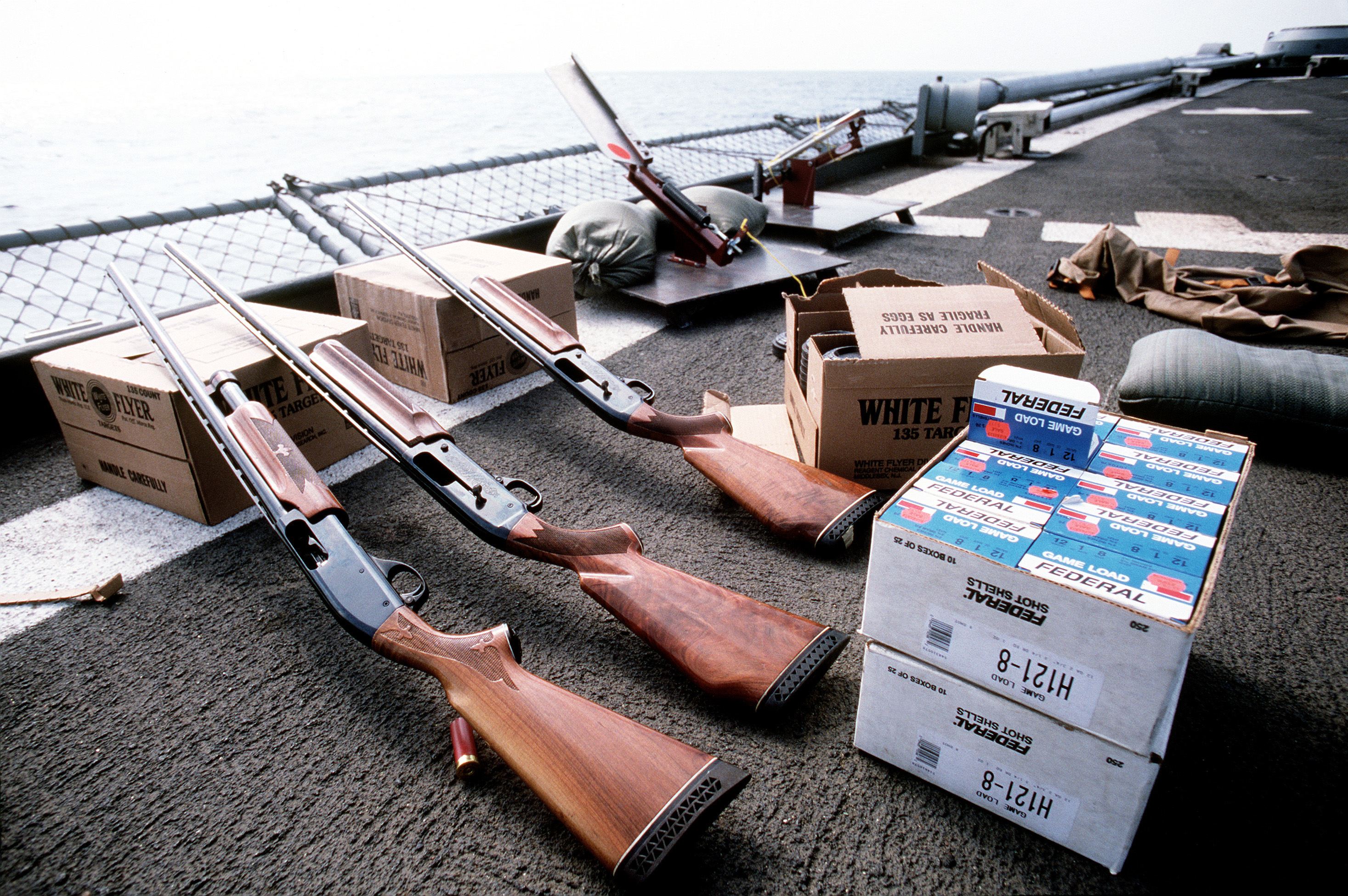
Un Remington 870 a pompa, due Remington 1100 semiautomatici, varie munizioni e bersagli.

Un fucile a canna liscia è un fucile (arma da fuoco lunga, portatile) con l'interno della canna ad anima liscia, cioè senza rigatura. La munizione principale di quest'arma è la cartuccia a pallini o pallettoni da caccia, generalmente in calibro 12 o di altro calibro. 

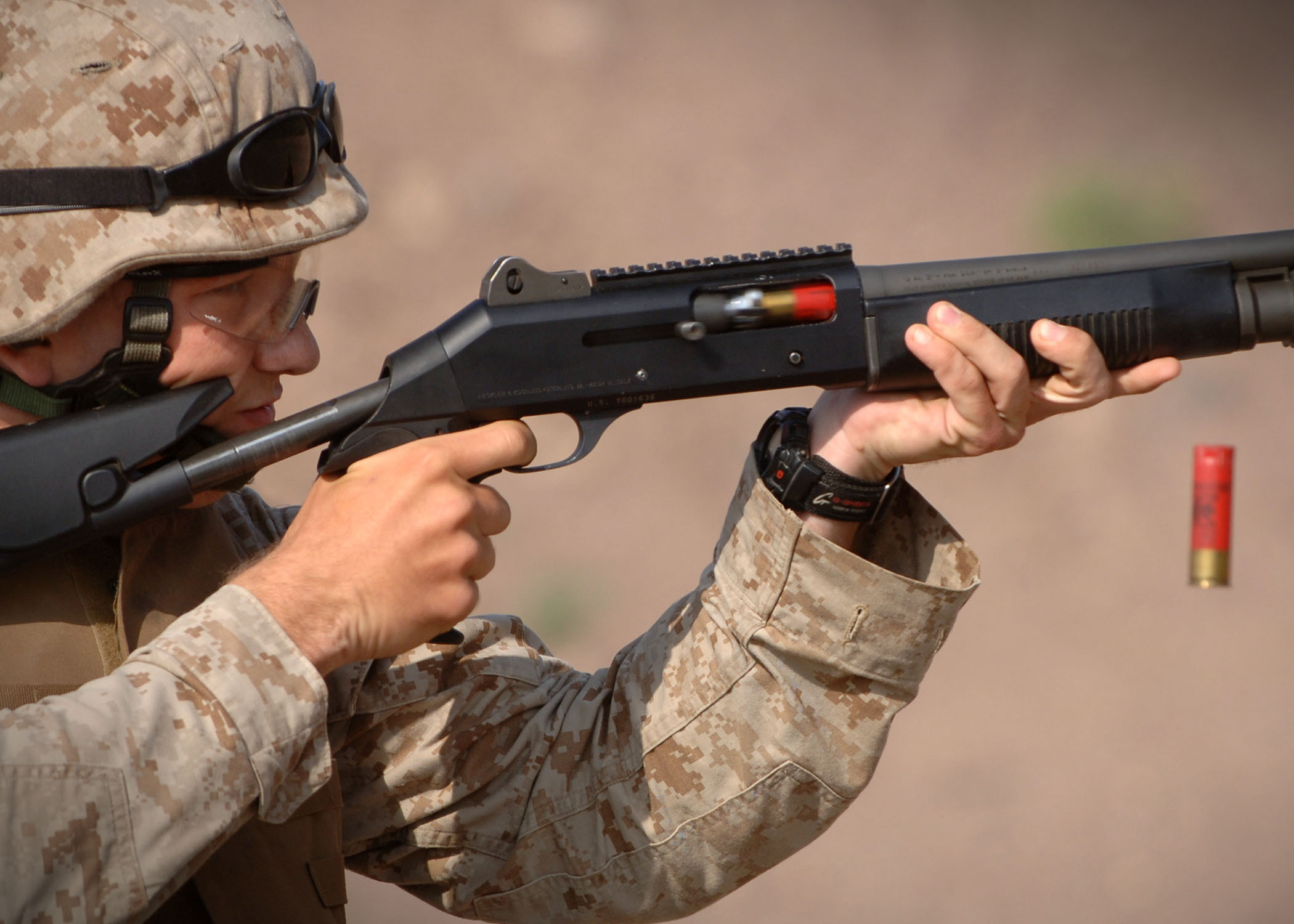
Un marine spara con un fucile a pompa Benelli M4 semiauto, durante un'esercitazione nella Regione di Arta (Gibuti) il 23 dicembre 2006.

## Storia

### Le origini e il XIX secolo
La prima conferma ufficiale di un'arma a canna liscia viene dalla prima edizione della Cyclopaedia del 1728, come pezzo per cacciare gli uccelli, ma siccome tutti i moschetti fino al XIX secolo erano a canna liscia, potevano essere usati sia per proiettili che per pallettoni, senza problemi.
Durante il XIX secolo fu usato intensivamente in guerra solo dalla cavalleria, per la sua efficacia contro bersagli in movimento, mentre la fanteria preferiva fucili più precisi.

### La prima guerra mondiale
Durante la prima guerra mondiale i fucili a canna liscia ebbero un ritorno di popolarità, con i "trench guns" (fucili da trincea) dei militari statunitensi sotto il generale John J. Pershing. Furono così efficaci che la Germania mandò una protesta diplomatica ufficiale, perché le considerava armi che violavano il diritto bellico, in quanto usavano munizioni di piombo non incamiciato, che erano proibite. Dopo uno studio, il Judge Advocate General rigettò le accuse, in quanto le munizioni erano placcate. Questo fu il primo e l'ultimo tentativo di impedire l'uso di fucili a canna liscia in guerra.

### La seconda guerra mondiale

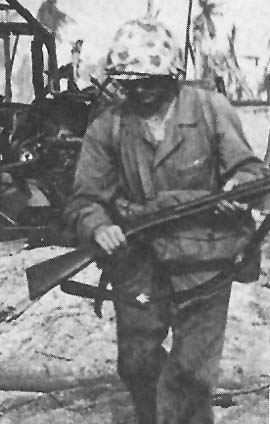
United States Marine con un fucile a pompa Winchester M97 nella II Guerra Mondiale

Durante la seconda guerra mondiale i fucili furono poco usati dalle forze ufficiali in Europa, ma adoperati intensamente dalle forze partigiane supportate dagli Alleati. Nel pacifico, invece, furono usati da molte forze regolari, soprattutto quelle americane dei Marine e della marina, perché la giungla e le posizioni fortificate erano terreno ideale per il fucile a canna liscia.

### Dal secondo dopoguerra a oggi
A partire dal secondo dopoguerra il fucile a canna liscia viene usato per ruoli specializzati, come per la difesa di posizioni di mitragliatrice, per la guerra in contesto urbano e nella giungla, per l'irruzione in edifici. Il principale uso viene dalla marina per l'abbordaggio di navi nemiche, e c'è un uso limitato nella difesa personale degli equipaggi dei mezzi, ma il ruolo è pur sempre marginale.
Invece nelle forze di polizia l'uso è estesissimo, in quanto queste armi possono anche sparare proiettili non letali, come gas lacrimogeno, proiettili di gomma ed altri.
Nella caccia è ancora l'arma più usata per animali di piccola taglia, grazie alla potenza, la maggiore probabilità di colpire il bersaglio, e la robustezza.
È tuttora l'arma preferita per la difesa domestica, specialmente negli USA, per la semplicità ed il costo relativamente ridotto.

## Caratteristiche

### Canna e modificatori di tiro
È possibile controllare, almeno in parte, la dispersione della mitraglia all'uscita dalla canna. In passato si usava creare le bocche svasate più larghe del resto della canna, come nella spingarda, per ampliare il raggio della dispersione dei pallini, aumentando la potenza alle corte distanze a scapito della gittata. Oggi lo stesso effetto è ottenuto accorciando le canne. Nel XX secolo si sono create bocche intercambiabili per lo stesso fucile, restringendo il calibro all'uscita rispetto al resto della canna, aumentando così la gittata.
Per le armi da caccia ad anima liscia esistono vari tipi di canne, che vengono scelte a seconda del tipo di impiego: esse variano per lunghezza, calibro e lunghezza della camera di scoppio. Possono inoltre essere anche "strozzate" e cioè dotate di un leggero restringimento alla bocca per modificare la rosata che si ottiene con le munizioni spezzate. Esistono anche canne non strozzate ma nelle quali si può applicare lo strozzatore mediante un attacco a vite.
Lo strozzatore viene impiegato per chiudere o aprire la rosata e ne esistono di vari tipi che si contraddistinguono a seconda del numero di stelle, ad esempio quello ad una stella stringe la rosata al massimo così da poter effettuare tiri più lunghi, mentre lo strozzatore con quattro stelle permette di effettuare tiri con rostata più ampia ma con una minore gittata utile.
Le canne usate nel tiro al piattello, che si chiamano skeet, possono essere anche cilindriche o interamente strozzate a seconda delle preferenze dei tiratori. Esiste anche una canna di minori dimensioni detta slug, generalmente poco o per niente strozzata, che viene usata per tiri a più brevi distanze e viene impiegata soprattutto per le battute di caccia al cinghiale con l'uso di palle singole. I fucili ad anima liscia possono infatti sparare non solo pallini e pallettoni ma anche singoli proiettili. Questi ultimi possono avere varie forme ma la più classica è quella tronco - conica provvista di alette in grado di imprimergli il moto rotatorio attorno al proprio asse come se fosse sparata da una canna rigata. Questo, in virtù dell'effetto giroscopico, ne aumenta la stabilità e la precisione.
I moderni fucili riescono a sopportare maggiori pressioni in confronto ai vecchi modelli. Ad esempio oggi la maggior parte dei fucili da caccia ad anima liscia viene dotata di canna magnum e cioè con camera di scoppio più lunga (76 mm per il cal.12): con questo tipo di canna possono essere sparate munizioni più lunghe e quindi in grado di contenere un'elevata grammatura come quelle da 56 g di piombo e che sviluppano pressioni che superano i 1300 bar. Questo tipo di canna può essere riconosciuta guardando la sigla incisa sulla canna stessa e cioè "CAM 76".

### Il calibro
Il calibro è quasi sempre misurato in gauge. Questo vuol dire che rispetto ad un gauge di calibro n una palla di piombo (densità 11.352 g/cm³) dello stesso calibro ha la massa di 1/n della libbra avoirdupois (453.59237 grammi). Cioè rispetto ad un fucile 12-gauge, 12 palle di piombo di 18,53 mm (12-gauge) pesano una libbra.
Dunque un fucile a canna liscia di gauge n ha un diametro di circa:
{\displaystyle d_{n}=\left({\frac {6\times 453.59237~\mathrm {g} }{11.352~\mathrm {g/cm} ^{3}\times n\times \pi }}\right)^{1/3}=4.2416~\mathrm {cm} \times {\frac {1}{\sqrt[{3}]{n}}}}
| Gauge Diametri (Proiettili) | Gauge Diametri (Proiettili) | Gauge Diametri (Proiettili) | Gauge Diametri (Proiettili)                     | Gauge Diametri (Proiettili)                     | Gauge Diametri (Proiettili)                     |
| Gauge (diametro)            | Calibro                     | Calibro                     | Peso della palla di piombo dello stesso calibro | Peso della palla di piombo dello stesso calibro | Peso della palla di piombo dello stesso calibro |
|                             | (mm)                        | (pollici)                   | (grammi)                                        | (oz)                                            | (grani)                                         |
| --------------------------- | --------------------------- | --------------------------- | ----------------------------------------------- | ----------------------------------------------- | ----------------------------------------------- |
| A*                          | 50,8                        | 2.000                       | 778.19                                          | 27.45                                           | 12010                                           |
| 1½*                         | 37.05                       | 1.459                       | 302.39                                          | 10.667                                          | 4667                                            |
| 2*                          | 33.67                       | 1.325                       | 226.80                                          | 8.000                                           | 3500                                            |
| 3*                          | 29.41                       | 1.158                       | 151.20                                          | 5.333                                           | 4667                                            |
| 4                           | 26.72                       | 1.052                       | 113.40                                          | 4.000                                           | 1750                                            |
| 4                           | 23.75 to 24.25 (Euro)       | .935 to.955 (Euro)          |                                                 |                                                 |                                                 |
| 8                           | 21.21                       | .835                        | 56.70                                           | 2.000                                           | 875                                             |
| 10                          | 19.69                       | .775                        | 45.36                                           | 1.600                                           | 700                                             |
| 12                          | 18.53                       | .729                        | 37.80                                           | 1.333                                           | 583                                             |
| 13                          | 18.04                       | .710                        | 34.89                                           | 1.231                                           | 538                                             |
| 14                          | 17.60                       | .693                        | 32.40                                           | 1.143                                           | 500                                             |
| 16                          | 16.83                       | .663                        | 28.35                                           | 1.000                                           | 438                                             |
| 20                          | 15.63                       | .615                        | 22.68                                           | 0.800                                           | 350                                             |
| 24                          | 14.70                       | .579                        | 18.90                                           | 0.667                                           | 292                                             |
| 28                          | 13.97                       | .550                        | 16.20                                           | 0.571                                           | 250                                             |
| 32                          | 13.36                       | .526                        | 14.17                                           | 0.500                                           | 219                                             |
| 67½                         | 10.41                       | .410                        | 6.71                                            | 0.237                                           | 104                                             |

## Tipologie

### A leva

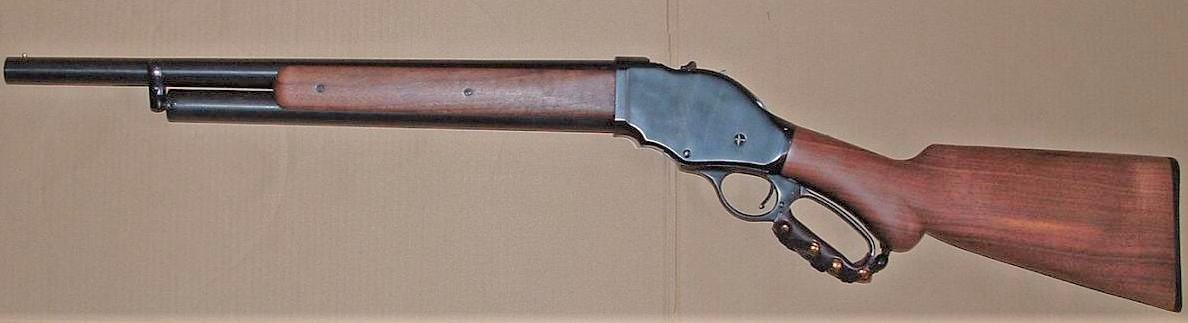
Una copia moderna della Winchester Mod. 1887

Diffuso durante la metà dell'Ottocento in America, e noto ai più nella sua immancabile presenza nei western, oramai è stato soppiantato anch'esso da fucili con caricamento a pompa o semiautomatico. Gode tuttora di una certa popolarità in Australia, in quanto i fucili a pompa sono praticamente impossibili da detenere a causa delle leggi vigenti.

### A pompa

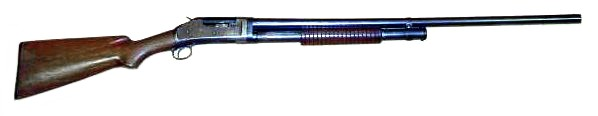
Una Winchester M1897, Uno dei primi modelli di successo a pompa

Nato come arma da caccia alla fine del XIX secolo, il fucile a pompa si è rapidamente trasformato in arma apprezzata anche dall'esercito americano durante la prima guerra mondiale: in effetti, le particolari condizioni di battaglia richiedevano un'arma che potesse consentire il fuoco rapido in una trincea. Nel corso degli anni, in particolare durante la guerra in Vietnam, vennero a crearsi membri delle forze armate abili a sparare e ricamerare molto velocemente, allo scopo di attaccare efficacemente i Viet-cong nei tunnel in cui si nascondevano.

### Bimodali

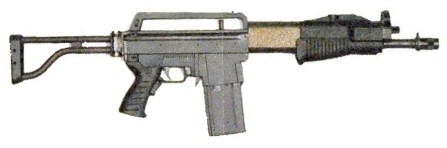
un Franchi SPAS-15

Fucili con la possibilità di cambiare il meccanismo di caricamento da semiautomatico a manuale (a pompa), attuabile attraverso un congegno (un bottone nel caso dello Spas15) disposto su l’arma. Il meccanismo a pompa serve per sparare colpi non letali a bassa potenza, i quali non sviluppano sufficiente pressione per far operare il meccanismo di riarmo semiautomatico

### Automatici con fuoco a raffica

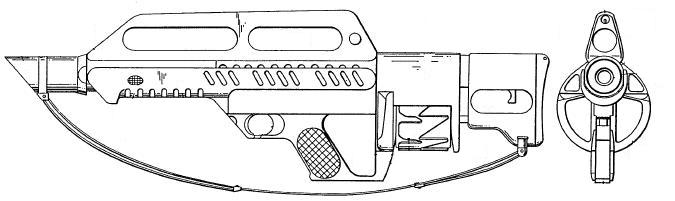
un Pancor Jackhammer

Occasionalmente presenti nell'armamento di alcuni eserciti, fucili a munizione spezzata con funzionamento a raffica sono stati progettati (e prodotti) in virtù della notevole potenza di fuoco che sviluppano, in ispecie in ambienti ristretti dove il nemico può essersi nascosto. Il forte rinculo, unito alla rapidità di fuoco relativamente alta, hanno però sempre reso poco gestibile simili tipi di arma, e dunque sono ancora oggi una rarità.

### Bolt-action
Assai poco comune, è la diretta applicazione del fucile con otturatore a ripetizione manuale all'uso con munizioni spezzate: i pochi esemplari in produzione, generalmente prodotti a livello semi-artigianale, hanno comunque funzionamento affidabile.

### Colpo singolo

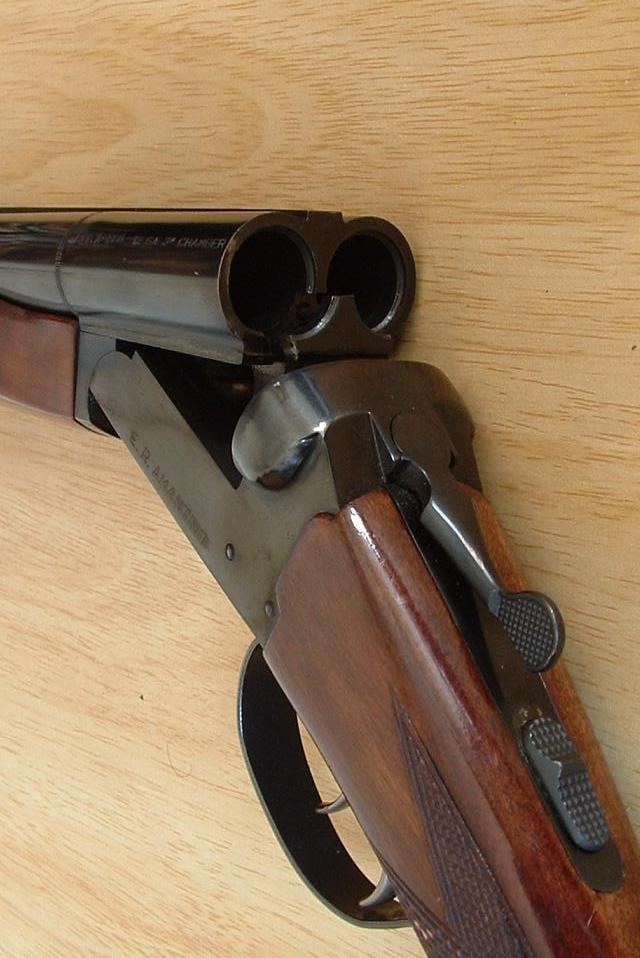
Una veduta della break-action di una doppietta

Il fucile da caccia più antico e semplice, dal punto di vista costruttivo, ha una sola canna e ovviamente può sparare un solo colpo per volta: oramai è stato soppiantato da doppiette, sovrapposti e soprattutto semiautomatici. Il sistema di ricarica è generalmente break-action, cioè la canna è basculante in avanti, all'altezza del percussore.

### Combinati
Simili a fucili sovrapposti, con la differenza di unire la canna liscia (o le canne) ad un'altra canna ad anima rigata per il tiro di precisione; attualmente trovano applicazione per l'attività venatoria ove sono famosi i Drilling e i Billing (anche detti Combinati) permettono una maggiore scelta sul tiro potendo scegliere tra precisione a lunga distanza o potenza a breve (con l'uso possibile di munizione spezzata) che comporta una minore gittata (con evidenti risvolti di sicurezza). Altri utilizzi sono rari e sono poco utilizzati al di fuori dell'ambito venatorio.

### Doppia canna

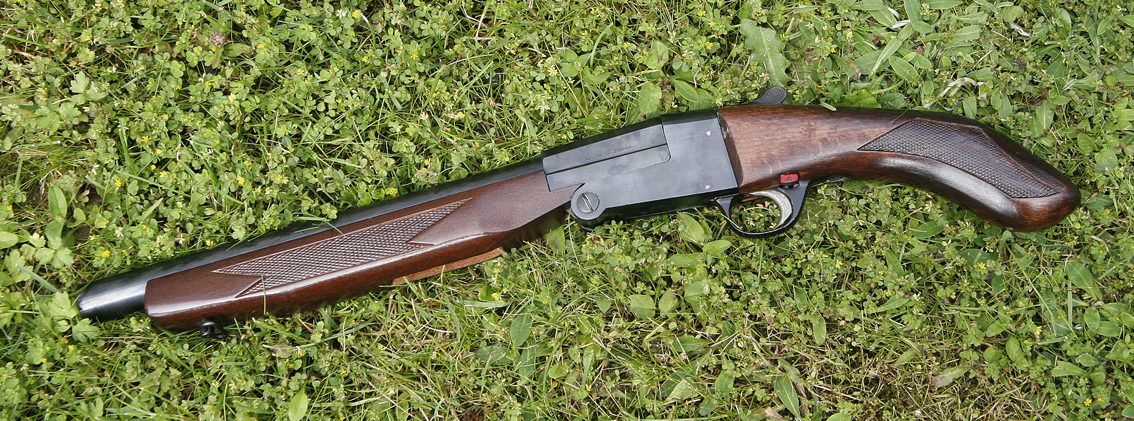
Una lupara

Il fucile a doppia canna è molto popolare, ed è anche il secondo per antichità. I tipi principali sono:
- Doppietta, con due canne messe lato a lato;
- Sovrapposto, con due canne una sopra l'altra;
- Fucile a canne mozze, fucile da caccia a canne lisce affiancate (doppietta) a cui sono state mozzate le canne;
- Lupara, un fucile a canne mozze, così detto utilizzato in Italia perché utilizzato contro i lupi.

### Semiautomatici

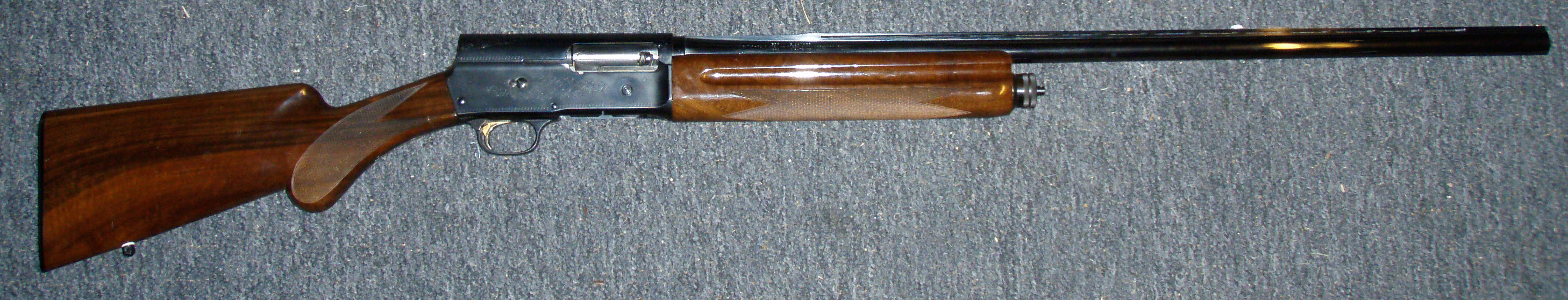
Browning Auto-5 semi-automatico

Buona parte dei moderni fucili da caccia a munizione spezzata sono a funzionamento semiautomatico, nel quale i meccanismi interni ricamerano una cartuccia ogni volta che si preme il grilletto. I funzionamenti sono vari (a mollone, inerziale, a presa di gas), e per la loro semplicità d'utilizzo hanno conquistato un'ampia fetta di mercato tra i cacciatori.

## Il munizionamento
Questi tipi di fucile possono utilizzare una grande varietà di munizione per arma da fuoco portatile, sia quelli appositamente sviluppati ma anche per altre armi. Questa caratteristica di grande versatilità è data soprattutto dalla canna liscia, in quanto pallettoni e proiettili di piombo tendono a rovinare la rigatura creando un potenziale pericolo.

### Munizioni spezzate

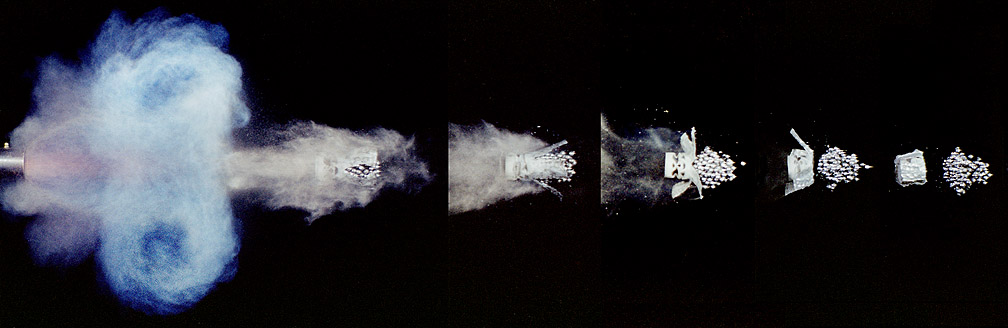
Una serie di fotogrammi individuali ogni 1/1 000 000 di secondo, che mostra lo sparo di una munizione a pallini

È il tipo più comune, in quanto permette di colpire meglio bersagli in movimento, è generalmente identificato con "cartuccia a pallettoni" o "cartuccia a pallini", secondo il tipo di proiettile utilizzato. La carica offensiva è posta davanti ad una borra (un tempo in feltro, oggi in plastica) che separa i proiettili dalla carica, in modo tale da mantenere i gas di combustione dietro i proiettili. La carica offensiva può essere pallettoni o pallini, dipendendo dal bersaglio, in quanto dei pallettoni troppo grandi potrebbero sfracellare un piccolo animale. I pallini più grandi si chiamano pallettoni o "buckshot" (letteralmente, "mitraglia per cervi"); si definiscono così i pallini con diametro maggiore di 4,1 mm nominali. Il tiro utile (ovvero la distanza entro la quale è possibile fare un tiro efficace con effetto, ovvero con una probabilità accettabile) dipende dal tipo di pallini utilizzati, dalla strozzatura della canna e soprattutto dalla robustezza del bersaglio può variare da 25 ad un massimo di 70 metri. La gittata dipende dalla dimensione dei pallini e dalla carica della cartuccia, in genere tra i 150 e i 300 metri per una munizione spezzata e oltre i 1.500 metri per una palla asciutta.

### Palla franca o asciutta
Il fucile spara un proiettile singolo (in inglese chiamato spesso "slug"), di solito dello stesso calibro della canna, e generalmente di piombo. La precisione è accettabile entro un centinaio di metri, ma l'assenza di stabilizzazione non consente un tiro accurato come quello che si può ottenere con armi a canna rigata.

### "Buck and ball"
Una munizione che contiene sia "buckshot" che un "slug" (palla singola), per unire la gittata della palla di diametro pari al calibro della canna (circa 100 m) alla rosata di colpi, e quindi la probabilità di colpire, della munizione spezzata. Usata spesso in guerra nel passato.

### Fléchette

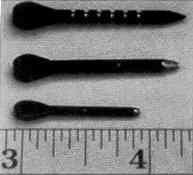
Flèchette per armi leggere(scala in pollici)

Munizioni simili ad una piccola freccia, sono inseriti più proiettili in una sola cartuccia, Il vantaggio è che sono stabilizzati da piccoli alettoni in coda, e volano con la punta sempre in avanti, così può essere appuntita, migliorando l'aerodinamicità e la penetrazione, al contrario dei pallini, che sono sferici.

### Granate
Per ora solo sperimentali, consisterebbero in una granata caricata al posto della carica offensiva. Il primo tipo è la "Frag-12".

### Non letali
Dato l'ampio uso da parte di forze di sicurezza, devono essere capaci di sparare proiettili non letali, per disperdere folle e rendere inoffensive persone senza ucciderle.

I proiettili non letali possono essere cinetici, a gas, chimici, sonori, elettrici, di segnalazione e di distrazione.

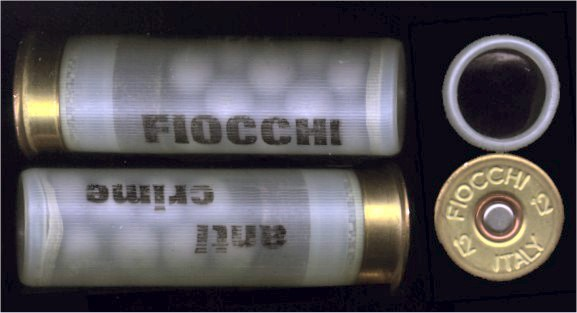
Pallettoni di gomma Fiocchi

- Cinetici: pallettoni di gomma, palle di gomma, sacchetti contenenti pallettoni di piombo, non letale ma doloroso.
- A gas: invece che pallettoni, sono caricate sostanze chimiche che creano un cono di gas in uscita dalla canna, tipi comuni sono gas lacrimogeni e spray al pepe.
- Chimici: soprattutto sali che creano ferite brucianti, non letali. Comuni in passato, ma anche oggi grazie al basso costo.
- Sonori: cartucce a salve, cartucce che lanciano petardi, colpi "fischianti" costituiti un fischietto pirotecnico.[11]
- Elettrici: la Taser International produce munizioni contenenti un gruppo elettroshock, che viaggia a 100 m/s, si attacca con dei gancetti al bersaglio e dà una scossa che dura 20 secondi[12].
- Di segnalazione: rilascia un bengala di segnalazione, fino a 100 m.
- Di distrazione: soprattutto fiammate che possono distrarre o accecare temporaneamente un bersaglio, come la Dragon's Breath.

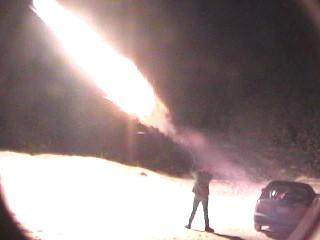
La Dragon's Breath

## Utilizzo
L'arma è più spesso usata per la caccia ad uccelli e selvaggina, dove una rosata di pallini è più utile per colpire gli animali, per lo sport, soprattutto il tiro a volo, per la difesa domestica o per il combattimento ravvicinato per l'esercito o la polizia, dove l'elevata potenza e le grosse ferite sono letali in ambienti chiusi, quale uno scenario urbano.